# McDonald (Ohio)
McDonald és una població dels Estats Units a l'estat d'Ohio. Segons el cens del 2000 tenia 3.481 habitants.

## Demografia
Segons el cens del 2000, McDonald tenia 3.481 habitants, 1.307 habitatges, i 1.001 famílies. La densitat de població era de 800 habitants per km².
Dels 1.307 habitatges en un 34,8% hi vivien nens de menys de 18 anys, en un 61,1% hi vivien parelles casades, en un 12% dones solteres, i en un 23,4% no eren unitats familiars. En el 21,7% dels habitatges hi vivien persones soles l'11,4% de les quals corresponia a persones de 65 anys o més que vivien soles. El nombre mitjà de persones vivint en cada habitatge era de 2,66 i el nombre mitjà de persones que vivien en cada família era de 3,11.
Per edats la població es repartia de la següent manera: un 25,9% tenia menys de 18 anys, un 7,4% entre 18 i 24, un 27,3% entre 25 i 44, un 25,5% de 45 a 60 i un 13,9% 65 anys o més.
L'edat mediana era de 38 anys. Per cada 100 dones de 18 o més anys hi havia 84,6 homes.
La renda mediana per habitatge era de 41.738 $ i la renda mediana per família de 51.346 $. Els homes tenien una renda mediana de 37.935 $ mentre que les dones 22.219 $. La renda per capita de la població era de 18.173 $. Aproximadament el 2,9% de les famílies i el 4% de la població estaven per davall del llindar de pobresa.

## Poblacions més properes
El següent diagrama mostra les poblacions més properes.